# Aaron Ramsey
Pour l’article homonyme, voir Aaron Ramsey (football, 2003).
Pour les articles homonymes, voir Ramsey.
Aaron Ramsey, né le 26 décembre 1990 à Caerphilly (Pays de Galles), est un footballeur international gallois qui évolue au poste de milieu de terrain aux Pumas UNAM.
Après avoir été formé à Cardiff City où il signe son premier contrat professionnel en 2007, il est transféré à Arsenal durant l'été 2008.
Ramsey est sélectionné en équipe du pays de Galles espoirs dès l'âge de seize ans et devient rapidement un élément-clé de la sélection A dirigée par Gary Speed, qui le nomme capitaine en 2011. Il perd cependant le capitanat au profit d'Ashley Williams en octobre 2012.
Aaron Ramsey remporte la Coupe d'Angleterre en 2014, 2015 et 2017 ainsi que le Community Shield en 2014 et 2015 sous le maillot des Gunners.
En mai 2019, il s’engage libre de tout contrat chez le champion d’Italie en signant un contrat de quatre ans à la  Juventus FC avec qui il remporte le championnat d'Italie en 2020.

## Biographie
Avant de se consacrer au football, Aaron Ramsey était un joueur de rugby à XIII assez doué. Il évoluait au poste d'ailier pour le Caerphilly RFC, où il fut approché par les recruteurs du St Helens RFC après l'opposition des deux équipes jeunes.

### Formation à Cardiff City
Aaron Ramsey signe à Cardiff City à l'âge de huit ans. Il fait ses débuts en équipe première le 28 avril 2007, à l'âge de 16 ans et 124 jours, devenant le plus jeune joueur de l'histoire de Cardiff City à disputer une rencontre officielle. En décembre 2007, il signe son premier contrat professionnel en faveur du club gallois.
Ramsey débute la finale de la Coupe d'Angleterre en 2008 en tant que remplaçant. Il entre à la place de Peter Whittingham à la 61e minute de jeu et devient ainsi, à 17 ans et 143 jours, le deuxième plus jeune footballeur à jouer une finale de Coupe d'Angleterre, derrière l'Anglais Curtis Weston de Millwall en 2004 (24 jours de moins). Après avoir impressionné lors des matchs de coupe en 2008, Ramsey est annoncé à Manchester United, Newcastle United ou encore à Everton.

### Arsenal

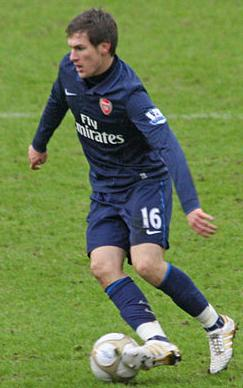
Aaron Ramsey sous le maillot d'Arsenal

Le gallois signe finalement à Arsenal le 13 juin 2008.
Le 13 septembre 2008, il fait ses débuts en Premier League en entrant à la 81e minute du match face aux Blackburn Rovers (victoire 4-0). Lors de ce match, il signe une passe décisive pour Emmanuel Adebayor. Dix jours plus tard, il récidive en délivrant deux passes décisives, dont une talonnade pour son coéquipier Nicklas Bendtner lors du match de Coupe de la Ligue anglaise opposant Arsenal à Sheffield United (victoire 6-0). Il marque son premier but avec les Gunners le 21 octobre suivant en Ligue des champions contre Fenerbahçe, vingt minutes après être entré sur la pelouse (victoire finale 5-2). Il devient ainsi le cinquième plus jeune buteur de l'histoire de la compétition.
Le 27 février 2010, lors de la rencontre opposant les Gunners à Stoke City, Ramsey est victime d'un tacle de Ryan Shawcross qui lui brise le tibia. Il est évacué du terrain sous assistance respiratoire. Shawcross est immédiatement expulsé et sort en pleurs en comprenant la gravité de son geste. Le jeune milieu gallois souffre d'une double fracture tibia-péroné à la jambe droite et est opéré immédiatement après le match. Il est absent des terrains pour la fin de la saison 2009-2010 et ne reprend le chemin des terrains qu'en novembre 2010.

### Prêts à Nottingham Forest puis à Cardiff City
Rétabli et barré par une concurrence féroce dans le club londonien, Ramsey est prêté en novembre 2010 à Nottingham Forest, formation de deuxième division anglaise, jusqu'en janvier 2011. Un prêt de courte durée qui permet au jeune gallois de gagner du temps de jeu.
Le 22 janvier 2011, il est prêté pour un mois au club gallois de Cardiff City, dans lequel il signe son retour. Selon Ramsey, « c'était le bon moment pour revenir, jouer quelques matchs et aider Cardiff à prendre quelques points pour revenir au sommet du championnat. » En raison de l'engouement que suscite le retour de Ramsey dans son club formateur, l'entraîneur du club, Dave Jones indique que le prêt d'un mois pourrait être prolongé jusqu'à la fin de la saison. Cependant, Ramsey déclare peu de temps après son désir de retourner à Arsenal dès que possible pour s'imposer dans l'équipe première.
Presque un an jour pour jour après sa grave blessure, Ramsey inscrit son premier but depuis son retour à la compétition le 22 février 2011 à l'occasion du match Cardiff City-Leicester City (victoire 2-0), indiquant après le match avoir le sentiment de revenir à son meilleur niveau.

### Retour à Arsenal

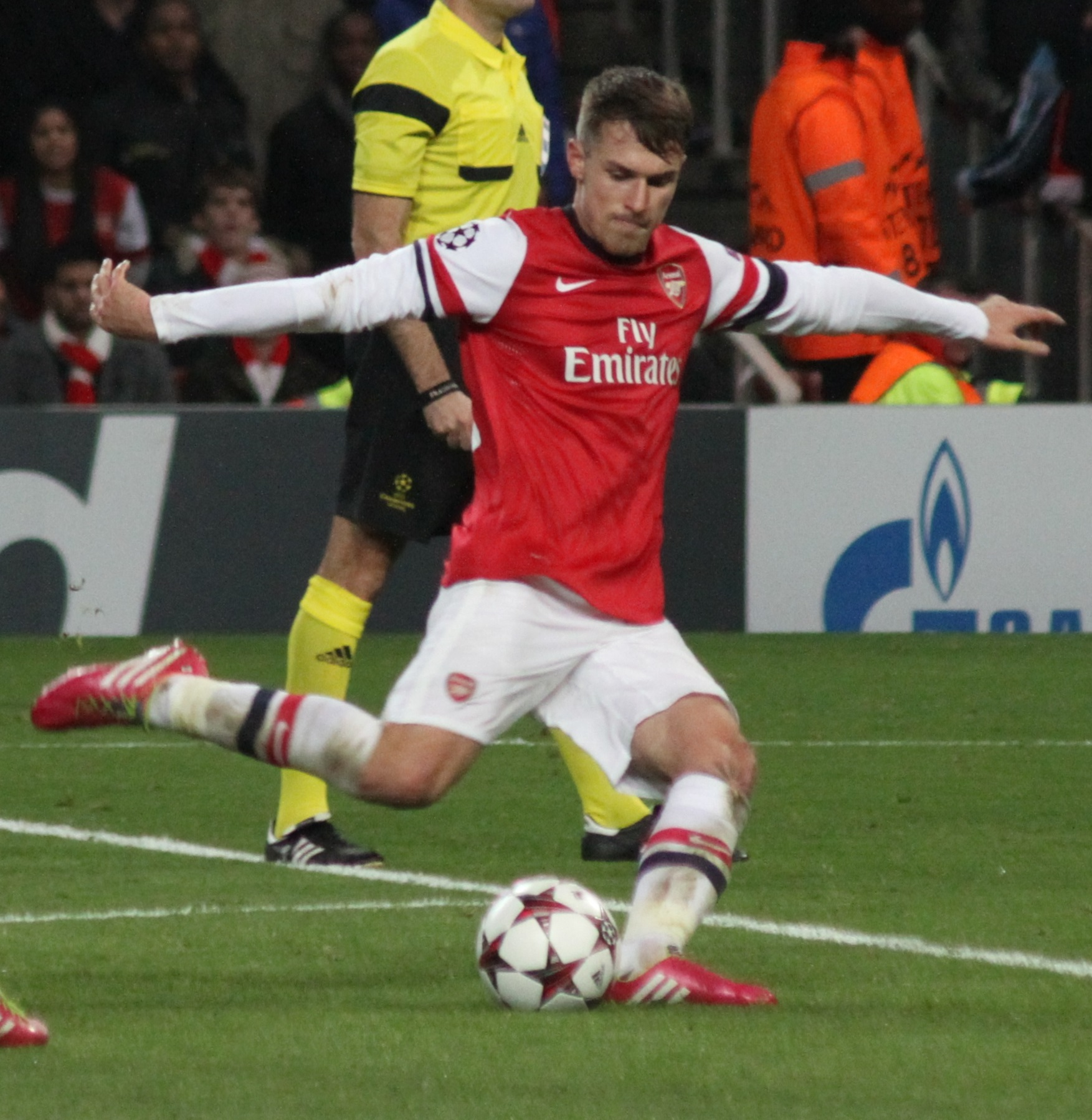
Aaron Ramsey en Ligue des champions.

De retour à Londres, l'entraîneur des Gunners Arsène Wenger confirme que Ramsey est prêt pour la Premier League. Il retrouve les terrains avec Arsenal le 12 mars 2011 en entrant en seconde période lors du quart de finale de la Coupe d'Angleterre face à Manchester United (défaite 2-0). C'est également contre les Red Devils que Ramsey, servi par son coéquipier Robin van Persie, offre d'un plat du pied la victoire à son équipe lors de la 35e journée de championnat (1-0).
Durant la saison 2013-2014, il inscrit autant de buts en quinze matchs que tout au long de sa carrière depuis son arrivée, cinq ans auparavant. Il marque notamment huit buts en championnat et un but très important contre le Borussia Dortmund lors de la quatrième journée de la Ligue des champions. Il remporte d'ailleurs le trophée de "joueur du mois" en Premier League en septembre 2014. Le 30 novembre, lors de la 13e journée de Premier League, il inscrit un doublé face à son ancienne équipe de Cardiff City. Le 17 mai 2014, il remporte son premier trophée, la Coupe d'Angleterre sur le score de 3-2 face à Hull City en étant élu homme du match et offrant la victoire aux siens lors des prolongations. Ramsey marque le deuxième but de la rencontre face Manchester City et remporte son deuxième trophée avec Arsenal le Community Shield (victoire 3-0). Lors de cette même saison il remporte une deuxième Coupe d'Angleterre en battant Aston Villa sur le score de 4-0. Il profite du Community Shield 2014 pour glaner un quatrième titre avec les Gunners en l'emportant 1-0 contre Chelsea.

### Juventus
Le 11 février 2019, Ramsey s'engage pour quatre saisons avec la Juventus, le transfert prenant effet le 1er juillet suivant à l'issue de son contrat avec Arsenal.
Pour son premier match avec la Juventus, le 21 septembre 2019 contre l'Hellas Vérone en championnat, Ramsey se fait remarquer en inscrivant également son premier but pour le club. Il inscrit le but égalisateur alors que son équipe était menée et la Juventus parvient à s'imposer (2-1score final).
Le mardi 26 juillet 2022, la Juventus annonce la résiliation de contrat d'Aaron Ramsey.

### Glasgow Rangers (en prêt)
Le 31 janvier 2022, le gallois s'engage en prêt avec une option d'achat chez le club écossais, Glasgow Rangers jusqu'en fin de saison.

### OGC Nice
En manque de temps de jeu et n'étant plus désiré en Écosse, il décide en priorité de s'engager avec l'OGC Nice, libre de tout contrat, le 1er août 2022. Il découvre la Ligue 1 en portant le numéro 16. Lors de son premier match, contre le Toulouse FC, il inscrit son premier but seulement 90 secondes après son entrée en jeu, d'une frappe dans la lucarne au centre de la surface de réparation. Ce but permet à son nouveau club de concéder le match nul pour le premier match de la saison.

### Retour à Cardiff
Le 15 juillet 2023, Aaron Ramsey fait son retour dans le club de ses débuts, Cardiff City. Il signe un contrat de deux ans, soit jusqu'en juin 2025.

### En sélection

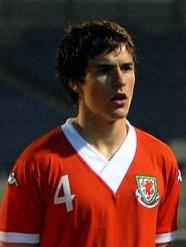
Aaron Ramsey avec la sélection galloise espoirs en 2008.

Après avoir disputé onze rencontres avec l'équipe du pays de Galles espoirs, Aaron Ramsey dispute son premier match avec l'équipe A le 19 novembre 2008, lors d'un match amical face au Danemark (victoire 1-0). Il marque son premier but international sur coup franc lors du match de qualification à la Coupe du monde 2010 contre le Liechtenstein le 14 octobre 2009.
Le 24 mars 2011, à tout juste vingt ans, il est nommé capitaine de l'équipe nationale du pays de Galles par Gary Speed, en vue du match de qualification à l'Euro 2012 contre l'Angleterre. Il devient ainsi le plus jeune capitaine du pays de Galles de l'histoire. Après le décès de Gary Speed survenu brusquement le 27 novembre 2011, et les semaines qui suivent sans que la Fédération galloise ne nomme un remplaçant, il prend la parole au mois de janvier suivant pour critiquer l'organisation qui ne consulte aucun joueur de la sélection sur cette question. Chris Coleman est finalement désigné nouveau sélectionneur du pays de Galles. Il indique quelques jours plus tard son intention de laisser le brassard de capitaine à Ramsey, disant au sujet de son choix : « Quand Gary [Speed] lui a donné le brassard, je me suis vraiment dit : « C'est un risque parce qu'il est très jeune » et « Est-ce que ça va freiner sa progression ? » Mais aujourd'hui je pense que c'était une brillante idée de Gary parce que cette décision l'a vraiment fait grandir. »
Le 2 juillet 2012, Ramsey fait partie des dix-huit joueurs sélectionnés par Stuart Pearce pour disputer les Jeux olympiques de Londres avec la Grande-Bretagne.
Le 5 octobre 2012, le sélectionneur national Chris Coleman décide de nommer Ashley Williams capitaine des Dragons au détriment de Ramsey. Il est, avec Gareth Bale, le leader des Gallois qui n'ont malheureusement pas un assez bon effectif pour se qualifier pour le Mondial 2014 au Brésil. En revanche, ils parviennent à finir deuxième de leur poule des éliminatoires de l'Euro 2016 synonyme de qualification directe pour cette compétition.
Lors de l'Euro 2016, il joue un rôle décisif dans l'excellent parcours du Pays de Galles, qui atteint les demi-finales de la compétition. Il réalise en effet un excellent Euro, fait partie de l'équipe-type du tournoi, inscrit un but face à la Russie et finit surtout meilleur passeur de la compétition avec quatre passes décisives. Il est suspendu au cours de la demi-finale qui voit son équipe s'incliner face au Portugal (2-0).
En mai 2021, il est retenu dans l'équipe des 26 joueurs de l'équipe A pour participer à l'Euro 2020,. Durant la compétition, il marque de nouveau un but face à la Turquie bien servi par Gareth Bale.
Le 13 novembre 2021, Ramsey réalise un doublé lors de la victoire de son équipe face à la Biélorussie, participant ainsi à la victoire de son équipe (5-1).  
Le 9 novembre 2022, il est sélectionné par Rob Page pour participer à la Coupe du monde 2022.

## Statistiques

### Statistiques détaillées
| Saison                | Club                     | Championnat             | Championnat | Championnat | Championnat | Coupe nationale | Coupe nationale | Coupe nationale | Coupe de la Ligue | Coupe de la Ligue | Coupe de la Ligue | Supercoupe | Supercoupe | Supercoupe | Compétition(s) continentale(s) | Compétition(s) continentale(s) | Compétition(s) continentale(s) | Compétition(s) continentale(s) | Pays de Galles | Pays de Galles | Pays de Galles | Total | Total | Total |
| Saison                | Club                     | Division                | M.          | B.          | P.d.        | M.              | B.              | P.d.            | M.                | B.                | P.d.              | M.         | B.         | P.d.       | Comp.                          | M.                             | B.                             | P.d.                           | M.             | B.             | P.d.           | M.    | B.    | P.d.  |
| 2006-2007             | Cardiff City             | Championship            | 1           | 0           | 0           | -               | -               | -               | -                 | -                 | -                 | -          | -          | -          | -                              | -                              | -                              | -                              | -              | -              | -              | 1     | 0     | 0     |
| 2007-2008             | Cardiff City             | Championship            | 15          | 1           | 3           | 5               | 1               | 0               | 1                 | 0                 | 0                 | -          | -          | -          | -                              | -                              | -                              | -                              | -              | -              | -              | 21    | 2     | 3     |
| Sous-total            | Sous-total               | Sous-total              | 16          | 1           | 3           | 5               | 1               | 0               | 1                 | 0                 | 0                 | -          | -          | -          | -                              | -                              | -                              | -                              | -              | -              | -              | 22    | 2     | 3     |
| 2008-2009             | Arsenal FC               | Premier League          | 9           | 0           | 1           | 4               | 0               | 0               | 3                 | 0                 | 2                 | -          | -          | -          | C1                             | 6                              | 1                              | 0                              | 6              | 0              | 0              | 28    | 1     | 3     |
| 2009-2010             | Arsenal FC               | Premier League          | 18          | 3           | 3           | 2               | 1               | 0               | 3                 | 0                 | 0                 | -          | -          | -          | C1                             | 6                              | 0                              | 1                              | 5              | 2              | 1              | 34    | 6     | 5     |
| 2010-2011             | Arsenal FC               | Premier League          | 7           | 1           | 0           | 1               | 0               | 0               | -                 | -                 | -                 | -          | -          | -          | -                              | -                              | -                              | -                              | 3              | 1              | 0              | 11    | 2     | 0     |
| 2010-2011             | Nottingham Forest (prêt) | Championship            | 5           | 0           | 0           | -               | -               | -               | -                 | -                 | -                 | -          | -          | -          | -                              | -                              | -                              | -                              | -              | -              | -              | 5     | 0     | 0     |
| 2010-2011             | Cardiff City (prêt)      | Championship            | 6           | 1           | 1           | -               | -               | -               | -                 | -                 | -                 | -          | -          | -          | -                              | -                              | -                              | -                              | -              | -              | -              | 6     | 1     | 1     |
| 2011-2012             | Arsenal FC               | Premier League          | 34          | 2           | 4           | 3               | 0               | 1               | -                 | -                 | -                 | -          | -          | -          | C1                             | 7                              | 1                              | 1                              | 7              | 2              | 0              | 51    | 5     | 6     |
| 2012-2013             | Arsenal FC               | Premier League          | 36          | 1           | 2           | 4               | 0               | 0               | -                 | -                 | -                 | -          | -          | -          | C1                             | 7                              | 1                              | 0                              | 5              | 1              | 0              | 52    | 3     | 2     |
| 2013-2014             | Arsenal FC               | Premier League          | 23          | 10          | 8           | 2               | 1               | 0               | 1                 | 0                 | 0                 | -          | -          | -          | C1                             | 8                              | 5                              | 1                              | 4              | 2              | 0              | 38    | 18    | 9     |
| 2014-2015             | Arsenal FC               | Premier League          | 29          | 6           | 6           | 3               | 0               | 0               | 1                 | 0                 | 0                 | 1          | 1          | 1          | C1                             | 7                              | 3                              | 1                              | 4              | 1              | 1              | 45    | 11    | 9     |
| 2015-2016             | Arsenal FC               | Premier League          | 31          | 5           | 4           | 2               | 1               | 0               | 1                 | 0                 | 0                 | 1          | 0          | 0          | C1                             | 5                              | 0                              | 1                              | 10             | 2              | 4              | 50    | 8     | 9     |
| 2016-2017             | Arsenal FC               | Premier League          | 23          | 1           | 4           | 4               | 3               | 0               | 1                 | 0                 | 0                 | -          | -          | -          | C1                             | 4                              | 0                              | 1                              | 3              | 1              | 0              | 35    | 5     | 5     |
| 2017-2018             | Arsenal FC               | Premier League          | 24          | 7           | 8           | -               | -               | -               | 2                 | 0                 | 0                 | -          | -          | -          | C3                             | 6                              | 4                              | 1                              | 6              | 1              | 1              | 38    | 12    | 10    |
| 2018-2019             | Arsenal FC               | Premier League          | 28          | 4           | 6           | 2               | 0               | 0               | 3                 | 0                 | 0                 | -          | -          | -          | C3                             | 7                              | 2                              | 1                              | 5              | 1              | 0              | 45    | 7     | 7     |
| Sous-total            | Sous-total               | Sous-total              | 262         | 40          | 46          | 27              | 6               | 1               | 15                | 0                 | 2                 | 2          | 1          | 1          | -                              | 63                             | 17                             | 8                              | 58             | 14             | 7              | 427   | 78    | 65    |
| 2019-2020             | Juventus FC              | Serie A                 | 24          | 3           | 1           | 4               | 0               | 0               | -                 | -                 | -                 | 1          | 0          | 0          | C1                             | 6                              | 1                              | 0                              | -              | -              | -              | 35    | 4     | 1     |
| 2020-2021             | Juventus FC              | Serie A                 | 22          | 3           | 3           | 1               | 0               | 0               | -                 | -                 | -                 | 1          | 0          | 0          | C1                             | 7                              | 3                              | 0                              | 9              | 0              | 0              | 40    | 6     | 3     |
| 2021-2022             | Juventus FC              | Serie A                 | 3           | 0           | 0           | 0               | 0               | 0               | -                 | -                 | -                 | 0          | 0          | 0          | C1                             | 2                              | 0                              | 0                              | 4              | 3              | 1              | 9     | 3     | 1     |
| Sous-total            | Sous-total               | Sous-total              | 49          | 6           | 4           | 5               | 0               | 0               | 0                 | 0                 | 0                 | 1          | 0          | 0          | -                              | 15                             | 4                              | 0                              | 13             | 3              | 1              | 83    | 13    | 5     |
| 2021-2022             | Glasgow Rangers (prêt)   | Scottish Premier League | 7           | 2           | 0           | 3               | 0               | 1               | -                 | -                 | -                 | -          | -          | -          | C3                             | 3                              | 0                              | 0                              | 4              | 0              | 0              | 17    | 2     | 1     |
| Sous-total            | Sous-total               | Sous-total              | 7           | 2           | 0           | 3               | 0               | 1               | 0                 | 0                 | 0                 | 0          | 0          | 0          | -                              | 3                              | 0                              | 0                              | 4              | 0              | 0              | 17    | 2     | 1     |
| 2022-2023             | OGC Nice                 | Ligue 1                 | 27          | 1           | 1           | -               | -               | -               | -                 | -                 | -                 | -          | -          | -          | C4                             | 7                              | 0                              | 1                              | 7              | 0              | 0              | 41    | 1     | 2     |
| Sous-total            | Sous-total               | Sous-total              | 27          | 1           | 1           | 0               | 0               | 0               | 0                 | 0                 | 0                 | 0          | 0          | 0          | -                              | 7                              | 0                              | 1                              | 7              | 0              | 0              | 41    | 1     | 2     |
| 2023-2024             | Cardiff City             | Championship            | 13          | 3           | 0           | -               | -               | -               | -                 | -                 | -                 | -          | -          | -          | -                              | -                              | -                              | -                              | 2              | 1              | 0              | 15    | 4     | 0     |
| 2024-2025             | Cardiff City             | Championship            | 4           | 0           | 0           | -               | -               | -               | -                 | -                 | -                 | -          | -          | -          | -                              | -                              | -                              | -                              | 2              | 0              | 0              | 6     | 0     | 0     |
| Sous-total            | Sous-total               | Sous-total              | 17          | 3           | 0           | 0               | 0               | 0               | 0                 | 0                 | 0                 | 0          | 0          | 0          | -                              | 0                              | 0                              | 0                              | 4              | 1              | 0              | 21    | 4     | 0     |
| Total sur la carrière | Total sur la carrière    | Total sur la carrière   | 388         | 54          | 56          | 40              | 7               | 2               | 16                | 0                 | 2                 | 3          | 1          | 1          | -                              | 87                             | 18                             | 9                              | 86             | 21             | 8              | 620   | 101   | 78    |

### Buts internationaux
| 0  | Date             | Lieu                                          | Adversaire           | Score | Résultat | Compétition                       |
| -- | ---------------- | --------------------------------------------- | -------------------- | ----- | -------- | --------------------------------- |
| 1  | 14 octobre 2009  | Rheinpark Stadion, Vaduz, Liechtenstein       | Liechtenstein        | 0-2   | 0-2      | Éliminatoires Coupe du monde 2010 |
| 2  | 14 novembre 2009 | Cardiff City Stadium, Cardiff, Pays de Galles | Écosse               | 3-0   | 3-0      | Match amical                      |
| 3  | 27 mai 2011      | Aviva Stadium, Dublin, Irlande                | Irlande du Nord      | 1-0   | 2-0      | Nations Cup                       |
| 4  | 2 septembre 2011 | Cardiff City Stadium, Cardiff, Pays de Galles | Monténégro           | 2-0   | 2-1      | Éliminatoires Euro 2012           |
| 5  | 7 octobre 2011   | Liberty Stadium, Swansea, Pays de Galles      | Suisse               | 1-0   | 2-0      | Éliminatoires Euro 2012           |
| 6  | 22 mars 2013     | Hampden Park, Glasgow, Écosse                 | Écosse               | 1-1   | 1-2      | Éliminatoires Coupe du monde 2014 |
| 7  | 6 septembre 2013 | Philip II Arena, Skopje, Macédoine            | Macédoine du Nord    | 1-1   | 1-2      | Éliminatoires Coupe du monde 2014 |
| 8  | 6 septembre 2013 | Stade Roi Baudouin, Bruxelles, Belgique       | Belgique             | 1-1   | 1-1      | Éliminatoires Coupe du monde 2014 |
| 9  | 28 mars 2015     | Stade Sammy Ofer, Haïfa, Israël               | Israël               | 0-1   | 0-3      | Éliminatoires Euro 2016           |
| 10 | 13 octobre 2015  | Cardiff City Stadium, Cardiff, Pays de Galles | Andorre              | 1-0   | 2-0      | Éliminatoires Euro 2016           |
| 11 | 20 juin 2016     | Stadium, Toulouse, France                     | Russie               | 1-0   | 3-0      | Euro 2016                         |
| 12 | 11 juin 2017     | Stade de l'Étoile rouge, Belgrade, Serbie     | Serbie               | 1-0   | 1-1      | Éliminatoires Coupe du monde 2018 |
| 13 | 5 septembre 2017 | Stade Zimbru, Chișinău, Moldavie              | Moldavie             | 0-2   | 0-2      | Éliminatoires Coupe du monde 2018 |
| 14 | 6 septembre 2018 | Cardiff City Stadium, Cardiff, Pays de Galles | République d'Irlande | 3-0   | 4-1      | Ligue des nations 2018-2019       |

## Palmarès

### En club
- Champion d'Italie en 2020 avec la Juventus Turin
- Vainqueur de la Coupe d'Angleterre en 2014, en 2015 et en 2017 avec Arsenal FC
- Vainqueur du Community Shield en 2014 et 2015 avec Arsenal FC
- Vainqueur de la Coupe d'Italie en 2021 avec la Juventus Turin
- Vainqueur de la Coupe d'Écosse en 2022 avec les Rangers
- Finaliste de la Ligue Europa en 2019 avec Arsenal FC et en 2022 avec les Rangers
- Finaliste de la Coupe d'Angleterre en 2008 avec Cardiff City
- Finaliste de la Coupe d'Italie en 2020 avec la Juventus Turin
- Finaliste de Coupe de la Ligue anglaise en 2018 avec Arsenal FC
- Finaliste de la Supercoupe d'Italie en 2019 avec la Juventus Turin

### En Équipe du Pays de Galles
- 59 sélections et 14 buts depuis 2008
- Participation au Championnat d'Europe des Nations en 2016 (1/2 finaliste) et en 2020 (1/8 de finaliste)

### Distinctions individuelles
- Élu meilleur jeune joueur gallois de l'année en 2009 et en 2010
- Élu meilleur joueur de la saison d'Arsenal en 2014 et en 2018
- Élu meilleur joueur du mois de Premier League en septembre 2013
- Élu plus beau but du mois de Premier League en octobre 2018
- Membre de l'équipe-type du Championnat d'Europe des Nations en 2016
- Co-meilleur passeur du Championnat d'Europe des Nations en 2016 (4 passes décisives)

## «L'effet» Ramsey
Depuis 2011, Aaron Ramsey est associé à un phénomène, appelé « L'Effet Ramsey » ou « La Malédiction Ramsey ». Ce phénomène veut qu'à chaque fois que le joueur gallois marque un but, une personnalité décède dans les heures ou les jours qui suivent. S'il n'y a pas de lien avéré entre les actions du footballeur, et la mort de personnalités publiques, on peut constater que chaque année, plusieurs morts sont associées à ses récents buts dans divers médias. Le phénomène tient surtout au fait que les décès reliés aux buts du gallois sont souvent accidentels ou brutaux, et son caractère superstitieux est facilité par le fait que Ramsey marque peu de buts par an.
Ainsi, on peut lister entre autres les décès suivants (liste non exhaustive, comprenant surtout les personnalités connues mondialement) :
- En 2011, Oussama Ben Laden (tué le lendemain du but de Ramsey contre Manchester United, Steve Jobs (décédé trois jours après un but de Ramsey contre Tottenham, et Mouammar Kadhafi (mort le lendemain d'un but contre l'Olympique de Marseille)
- En 2012, Whitney Houston trouve la mort quelques heures après le but de Ramsey contre Sunderland
- En 2013, Jorge Rafael Videla (mort en prison le lendemain d'un but contre Wigan), le boxeur Ken Norton (décédé dans la nuit suivant un but de Ramsey contre l'Olympique de Marseille) et Paul Walker (décédé accidentellement le jour d'un doublé de Ramsey contre Cardiff)
- En 2014, Robin Williams se suicide le lendemain du but de Ramsey lors de la victoire au Community Shield 2014 contre Manchester City[40]
- En 2016, David Bowie meurt le lendemain d'un but contre Sunderland. Sa mort est suivie quatre jours plus tard par celle d'Alan Rickman, le lendemain d'un nouveau but de Ramsey, cette fois-ci contre Liverpool[41]. Enfin, Nancy Reagan meurt le lendemain d'un but contre Tottenham[42].
- En 2017, Chester Bennington se donne la mort cinq jours après un but de Ramsey en match amical contre les australiens du Western Sydney Wanderers Football Club et le lendemain d'un but lors de la séance de tirs au but contre le Bayern Munich à l'occasion de l'édition chinoise de l'International Champions Cup 2017. Après son but contre Everton en mai 2017, c'est le pilote américain Nicky Hayden qui décède des suites d'un accident le lendemain, suivi 24 heures plus tard par l'acteur Roger Moore et dans les jours suivants par le chanteur Gregg Allman
- En 2018, c'est notamment Stephen Hawking qui décède dans la semaine qui suit le but de Ramsey contre le Milan AC. Le but de Ramsey contre l'Irlande est suivi du décès le jour même de l'acteur Burt Reynolds et le lendemain de celui du chanteur Mac Miller. L'ancien président américain George H. W. Bush meurt lui le lendemain d'un but de Ramsey contre l'équipe ukrainienne Vorskla Poltava.
- En 2019, Keith Flint (suicide par pendaison) et Luke Perry (des suites d'un accident vasculaire cérébral) sont annoncés morts deux jours après un nouveau but de Ramsey contre Tottenham[43], et Jacques Chirac décède cinq jours après le premier but de Ramsey avec la Juventus Turin[44].
- En 2020, ce n'est pas une disparition qui est concernée par l'effet Ramsey, mais bien l'arrêt de toutes les compétitions sportives dont la Serie A qui est annoncé le lendemain d'un but de Ramsey contre l'Inter Milan, causé par la pandémie de Covid-19. Le décès de Max von Sydow, le jour-même du but de Ramsey contre l'Inter Milan n'est pas comptabilisé car antérieur dans la journée à l'action du gallois[45].
- En 2021, Giampiero Boniperti décède deux jours après un but de Ramsey avec le Pays de Galles contre la Turquie[46].
- En 2022, la star du film Grease Olivia Newton-John meurt le lendemain du premier but d'Aaron Ramsey avec l'OGC Nice face au Toulouse FC[47].